# Claudio Bonomi
Claudio Bonomi (Codogno, 28 dicembre 1972) è un allenatore di calcio ed ex calciatore italiano, di ruolo centrocampista, tecnico della Nuorese.

## Carriera

### Giocatore

Da sinistra: Bonomi in maglia castellana nel 1997 con i compagni di squadra Prete e Spinesi.

Inizia la sua carriera nel 1990 nel Fanfulla, dove colleziona 28 presenze e 2 gol. Nel 1991 va al Napoli, dove tuttavia non trova spazio in rosa e non colleziona nessuna presenza. Nel 1992 si trasferisce al Castel di Sangro, dove milita fino al 1997. Con questa squadra ottiene la doppia promozione dalla Serie C2 alla Serie B, e colleziona 146 presenze, realizzando anche 15 gol. 
Nell'estate 1997 si trasferisce al Torino in Serie B, per poi passare all'Empoli la stagione successiva. Nel 1999 si trasferisce al Lecce, collezionando 3 gol. Nel 2000 si trasferisce alla Sampdoria, che nel mercato di gennaio lo gira in prestito al Pescara. La stagione successiva ritorna in blucerchiato, ma viene ceduto nuovamente nel mercato invernale, stavolta al Catania
Nell'estate 2002 viene ufficialmente venduto alla Florentia Viola, dove colleziona un solo gol. La stagione successiva è alla Reggiana. Nell'estate 2004 si trasferisce al Pro Vasto, che nel mercato di gennaio lo gira al Casale. Nell'estate del 2005 torna dopo 8 anni al Castel Di Sangro, con cui rimane fino al 2008. Nell'estate seguente si trasferisce all'Isernia, per poi tornare nuovamente a Castel di Sangro, stavolta con la maglia del Castello 2000. A stagione terminata, nel 2010, si ritira.

### Allenatore
Dopo esserne stato giocatore, nella stagione 2010-2011 diventa allenatore del Castello 2000, società di Castel di Sangro, militante nel campionato di Prima Categoria abruzzese e composta in larga parte da giocatori locali o dei paesi limitrofi. La squadra conclude la stagione sfiorando i play-off (persi per un solo punto), ma si rifà la stagione successiva quando ottiene la promozione al campionato di Promozione vincendo il play-off contro l'Ortona per 2-1.
Nel 2013 è stato vice allenatore al Vastogirardi, nel 2014 è alla guida dell'Atletico Sanniti Scontrone in Prima Categoria molisana e nel 2015 è nuovamente alla guida del Castello 2000
Nel novembre 2017 subentra alla guida tecnica del Roccasicura, squadra militante nel campionato di Promozione molisana, dove al termine del campionato riesce a centrare la qualificazione al playoff, perso per 1-0 contro il Roseto.
Nella stagione 2021-22 guida la Volturnia Calcio, compagine di Cerro al Volturno militante nel campionato di Eccellenza molisana. La stagione successiva torna a Castel di Sangro in veste di allenatore undici anni dopo l'ultima esperienza in cui era calciatore.
Il 17 luglio 2023 il Barisardo, formazione neo promossa nel torneo sardo di Eccellenza, comunica di avergli affidato la guida tecnica della prima squadra per la stagione 2023-2024. Dopo aver portato gli ogliastrini al settimo posto finale,le strade con i biancoazzurri si separano.
L'11 dicembre 2024 viene ufficializzato come nuovo allenatore dell'Olympia Agnonese, club militante nel torneo di Eccellenza molisana.
Il 6 giugno 2025 la Nuorese, squadra iscritta al torneo sardo di Eccellenza, annuncia di avergli affidato la guida tecnica della prima squadra a partire dal 1° luglio seguente.

## Palmarès

### Giocatore

#### Competizioni nazionali
- Campionato italiano Serie C2: 1

Florentia Viola: 2002-2003

#### Competizioni regionali
- Promozione: 1

Castel di Sangro: 2006-2007